# Демијан
Демијан: Повест о младости Емила Синклера роман је немачког књижевника и нобеловца Хермана Хесеа, објављен 1919. године. У питању је роман образовања у коме се приповеда о одрастању и сазревању нежног Емила Синклера. Његов живот се мења када упознаје старијег дечака Демијана, који поседује несвакидашње способности и мудрости. Попут других Хесеових наратива, и Демијан у средиште поставља питање како пронаћи себе и доћи до самоостварења, те се идејна потка снажно ослања на Јунгов концепт индивидуализације. Такође, у роману су присутни одјеци учења гностицизма, најпре идеје каинита, на којима се развија тема о неопходности присуства супротстављених и опречних сила у животу.
Хесе се током писања романа суочавао са великим тешкоћама на приватном плану. Поред личних, унутрашњих криза, његов брак са Маријом Бернули се распадао, деца нису живела са њим, велика инфлација га је довела на руб сиромаштва, а у немачкој јавности је био неомиљен због антиратних ставова, које је исказивао још од почетка Првог светског рата. Отуђен од немачких читалаца, Хесе је роман објавио под псеудонимом Емил Синклер, представивши књигу као Синклерову аутобиографску исповест. Књига је наишла на велики одјек, поготово међу разочараним повратницима из изгубљеног рата. Тада се Хесе утемељио као писац омиљен код младих нараштаја, док су старији читаоци махом гајили сумњичавост према његовој прози. Убрзо је откривено ко се крије иза псеудонима, те је књижевник вратио Фонтанеову књижевну награду, која је за роман првенац додељена непостојећем Емилу Синклеру. Роман је на српском језику први пут објављен 1961. у преводу Паулине Албале. Други превод ја начинио Бранимир Живојиновић 1990. године. Оба превода су штампана у више издања.

## Радња
Роман је исприповедан у првом лицу из перспективе Емила Синклера. Он се као средовечни мушкарац присећа свог детињства, сазревања и младости. Прва епизода коју предочава читаоцу одиграла се када је био десетогодишњак. Наиме, Синклер је измислио причу да је украо неке јабуке, не би ли се направио важан у друштву. Једанаестогодишњи грубијан Франц Кромер, прети Синклеру да ће га тужити родитељима ако му не донесе новац. Пошто није имао довољно новца, Кромер наставља са уценама, стално га понижава, тера на крађу и обављање различитих послова. Једног дана после школе Синклеру прилази Макс Демијан, ђак старијег разреда и невероватно зрео момак, који му прича необично тумачење библијске приче о Каину и Авељу, која је у супротности са традиционалним хришћанским учењем. Демијан прети Кромеру и на тај начин ослобађа дечака даљег мучења. Након неколико година, Синклер и Демијан се поново сусрећу на часовима веронауке при припреми за кризму. Током овог периода под утицајем Демијана, Синклер почиње да сумња у религијске концепте званичног хришћанства. Демијан инсистира на томе да вера у Бога из Библије није довољна. Хришћански Бог представља целокупно добро у свету, али, како инсистира Демијан, да би се пригрлио свет, мора се прихватити и зло као аспект Бога.
Синклер креће у интернатску школу, несигуран у оно шта мисли и у шта верује. Једног дана му прилази старији ђак Алфон Бек, са којим почиње да излази и да пије по кафанама. У својој бунтовничкој фази, он жуди за свакојаким раскалашним задовољствима, али одбија да посећује јавне куће. У парку сусреће младу девојку, која за њега представља парадигму лепоте. Пошто никада није разговарао са њом, он јој даје име Беатриче. Бетриче за њега постаје симбол и идеал којем треба тежити кроз живот. Синклер мења своје понашање, прекида са изласцима и прекида дружење са Беком. Такође, окреће се сликарству и слика девојчин портрет. Неколико дана касније схвата да девојка на портрету личи и на Демијана. На школском часу Синклер проналази цедуљицу на којој се налази име Бога Абраксаса. Синклер је убеђен да је цедуљицу послао Демијан. Не обраћајући пуну пажњу на предавање, Синклер је начуо да је професор поменуо име овог Бога. Професор саопштава да је Абраксас древни Бог, који у себи уједињује божанске и ђаволске елементе.
Лутајући по граду, Синклер је зачуо фасцинатну музику из мале, закључане цркве. Неколико пута долази пред цркву не би ли слушао музику. Одлучује да прати оргуљаша. Прати га до кафане и седа поред њега. Разговарајући, Синклер спомиње Абраксаса, што код оргуљаша, који се зове Писторијус, буди интересовање. Писторијус постаје Синклеру ментор, помажући му да спозна нове ствари о себи. Синклеру прилази школски друг Кнауер, који га моли да постане његов учитељ. Међутим, он сматра да има веома мало да понуди дечаку, али му саопштава да је најважније да научи да прихвати оно што жели дубоко у себи. Током бесане ноћи Синклер спашава Кнауера од покушаја да изврши самоубиство. Синклер почиње да схвата да су Пистеријусова знања ограничена, јер су књишка. Он му пребацује да може само да подучава о старим боговима и идејама, а није довољно креативан да открије нове. Синклер посећује Демијанов стари дом. Нови власник му показује слику Демијанове мајке. Синклер схвата да је њен лик насликао као портрет Беатриче.
Синклер одлази у нови град на колеџ. Лутајући по граду сусреће Демијана. Демијан га упознаје са својом мајком Евом. Њих двоје на прву лопту остварују међусобну конекцију. Синклер постаје редовни гост њиховог дома, где се упознаје и са другим трагаоцима за истином. Идилично стање прекида почетак Првог светског рата. Обојица одлазе у рат. Синклер рањен у болници призива Демијана. Демијан се појављује поред његовог болничког кревета и саопштава му да није више потребно да га призове када му ја потребна помоћ, већ да увек погледа у себе и да ће га тамо наћи. Демијан му благо љуби усне и нестаје.